# Тундрихинский сельсовет
Тундрихинский сельсовет — упразднённое муниципальное образование со статусом сельского поселения и административно-территориальное образование в Залесовском районе Алтайского края России. Административный центр — село Тундриха.
С 1 апреля 2021 года Тундрихинский сельсовет как муниципальное и административно-территориальное образование упразднён в связи с преобразованием Залесовского муниципального района в муниципальный округ.

## Население
| 1997 | 1998  | 1999  | 2000  | 2001  | 2002  |
| ---- | ----- | ----- | ----- | ----- | ----- |
| 1175 | ↘1174 | ↘1156 | ↘1145 | ↘1120 | ↘1048 |
| 2003 | 2004  | 2005  | 2006  | 2007  | 2008  |
| ↘970 | ↘958  | ↗1001 | ↘985  | ↘971  | ↘941  |
| 2009 | 2010  | 2011  | 2012  | 2013  | 2014  |
| ↘911 | ↘723  | ↘722  | ↘704  | ↘662  | ↘602  |
| 2015 | 2016  | 2017  | 2018  | 2019  | 2020  |
| ↘570 | ↘563  | ↘529  | ↘520  | ↘507  | ↘473  |
| 2021 |       |       |       |       |       |
| ↘456 |       |       |       |       |       |

По результатам Всероссийской переписи населения 2010 года, численность населения муниципального образования составила 723 человека, в том числе 352 мужчины и 371 женщина. Оценка Росстата на 1 января 2012 года — 704 человека.

## Населённые пункты
В состав сельского поселения входили три населённых пункта:
- село Заплывино,
- село Тундриха,
- посёлок Усть-Каменка.